# ジーズ・ニュー・ピューリタンズ
ジーズ・ニュー・ピューリタンズ (These New Puritans) は、イギリス・ロンドンで活動するアート・ロック・バンド。

## 来歴
2006年、イギリス・サウスエンド・オン・シーで双子のバーネット兄弟を中心に結成。同年、デビューEP『Now Pluvial』をリリースし、『NME』のクール・リストに選ばれた。2008年、ファースト・アルバム『ビート・ピラミッド』をリリース。
2010年、セカンド・アルバム『ヒドゥン』をリリース。『NME』の年間ベストアルバム1位に選ばれるなど音楽メディアから高評価を得た。
2013年6月、サード・アルバム『フィールド・オブ・リーズ』をInfectious Musickaからリリース。
2019年3月、アルバム『Inside the Rose』をInfectiousからリリース。

## メンバー
- ジャック・バーネット (Jack Barnett) - ピアノ、ボーカル、サウンド・デザイン
- ジョージ・バーネット (George Barnett) - ドラム、パーカッション

### 旧メンバー
- トーマス・ヘイン (Thomas Hein) - ベース、ロート・トム、キーボード、パーカッション (2006年–2016年)
- ソフィー・スレイ＝ジョンソン (Sophie Sleigh-Johnson) - キーボード、サンプラー (2006年–2010年)

## ディスコグラフィ

### スタジオ・アルバム
- 『ビート・ピラミッド』 - Beat Pyramid (2008年、Angular/Domino) ※全英188位
- 『ヒドゥン』 - Hidden (2010年、Angular/Domino) ※全英100位
- 『フィールド・オブ・リーズ』 - Field of Reeds (2013年、Infectious Music) ※全英90位
- Inside the Rose (2019年)